# Зоран Граовац
Зоран Граовац (Београд, 1965.) српски је сликар и ликовни педагог.  

## Биографија
Зоран Граовац је дипломирао 1990. и магистрирао 1993. на Факултету ликовних уметности (ФЛУ) у Београду, на одсеку сликарства. Члан УЛУС-а од 1991. Од 1994. до 1996. предаје цртање у Школи цртања и вајања у Шуматовачкој улици. Од 1994. асистент је на предметима „Цртање и Сликање” и „Зидно сликарство – мозаик”, од 2003. као доцент предаје цртање у оквиру предмета Вечерњи акт, води предмет Зидно сликарство – мозаик на ФЛУ у Београду у звању редовног професора.
У периоду од 1991-2001. извео је самостално и у сарадњи са колегама велики број мозаика и мурала. Поред сликања бави се графиком и ручном израдом папира.
Учествовао је у раду више значајних колонија, радионица и летњих медијских кампова а више пута био је учесник Отвореног графичког атељеа у Народном музеју у Београду.

## Самосталне изложбе
- Београд,
- Нови Сад,
- Панчево,
- Смедерево.

## Групне изложбе
- Лесковац,
- Сремска Митровица,
- Смедерево,
- Рашка,
- Нови Пазар,
- Врбас,
- Сомбор,
- Крагујевац,
- Зрењанин,
- Париз,
- Габорон,
- Солун,
- Ламија,
- Турку,
- Печуј.

## Награде
- 2003 – Откупна награда Министарства за културу Србије на Изложби мале графике галерије Графичког колектива.
- 1990 – Награда за сликарство из фонда Ристе и Бете Вукановић.
- 1990 – Откуп слике са 31. октобарског салона од стране Републичког фонда за финансирање културе.